# 4817-es mellékút (Magyarország)
A 4817-es mellékút egy közel 13 kilométeres hosszúságú, négy számjegyű mellékút Hajdú-Bihar vármegye keleti részén: Hencidát köti össze a román határ mellett fekvő Biharkeresztessel.

## Nyomvonala
Hencida külterületei között, a település központjától délkeletre indul, a 4813-as útból kiágazva, annak a 3+650-es kilométerszelvénye táján, dél felé. 1,4 kilométer után elhalad az egykori Balásházy-kúria és a hozzá tartozó birtok épületei mellett, majd egy időre kissé nyugatabbnak fordul és kilép Hencida határai közül. Bojt területén folytatódik, ahol hamarosan újra délnek fordul, az M4-es autóút nyomvonalát már úgy keresztezi, 3,1 kilométer után; nem sokkal azt követően pedig elhalad a község naperőműve mellett is.
A falu északi részében Baltazár Dezső egykori református püspök nevét veszi fel, majd a központban, egy irányváltás után – keletnek fordulva – Ady Endre utca lesz a neve. Kevéssel arrébb újra délnek fordul, és Kossuth Lajos utca néven folytatódik, egészen a belterület déli széléig, amit nagyjából 6,4 kilométer után hagy maga mögött.
8,3 kilométer után szeli át Biharkeresztes határát, ahol jó darabig külterületek között húzódik, majd a 11+450-es kilométerszelvénye táján keresztezi a 42-es főutat, amely ott majdnem pontosan az 57. kilométerénél jár. A 12. kilométere után szintben keresztezi a Püspökladány–Biharkeresztes-vasútvonalat, Biharkeresztes vasútállomás térségének nyugati széle mellett, majd beletorkollik kelet felől az állomást kiszolgáló 48 316-os számú mellékút. Onnan már a város házai között húzódik, Szacsvay utca néven; az elnevezés valószínűleg Szacsvay Imre 1849-es vértanú magyar politikusnak állít emléket. A település központjában ér véget, beletorkollva a 42 122-es számú mellékútba, amely az északi elkerülő átadása előtt a 42-es főútnak a városon átvezető szakasza volt.
Teljes hossza, az országos közutak térképes nyilvántartását szolgáló kira.kozut.hu adatbázisa szerint 12,636 kilométer.

## Története
A Kartográfiai Vállalat 1990-ben megjelentetett Magyarország autóatlasza a Bojt és Biharkeresztes közti szakaszát kiépített, portalanított útként tünteti fel, a fennmaradó szakasz viszont nem szerepel az atlasz térképén.

## Települések az út mentén
- (Hencida)
- Bojt
- Biharkeresztes